# Zama Lake
Zama Lake är en sjö i Kanada.   Den ligger i provinsen Alberta, i den centrala delen av landet, 3 200 km väster om huvudstaden Ottawa. Zama Lake ligger 325 meter över havet. Arean är 145 kvadratkilometer. Den sträcker sig 20,0 kilometer i nord-sydlig riktning, och 17,4 kilometer i öst-västlig riktning.
Trakten runt Zama Lake är nära nog obefolkad, med mindre än två invånare per kvadratkilometer.